# Castelo de Proncy

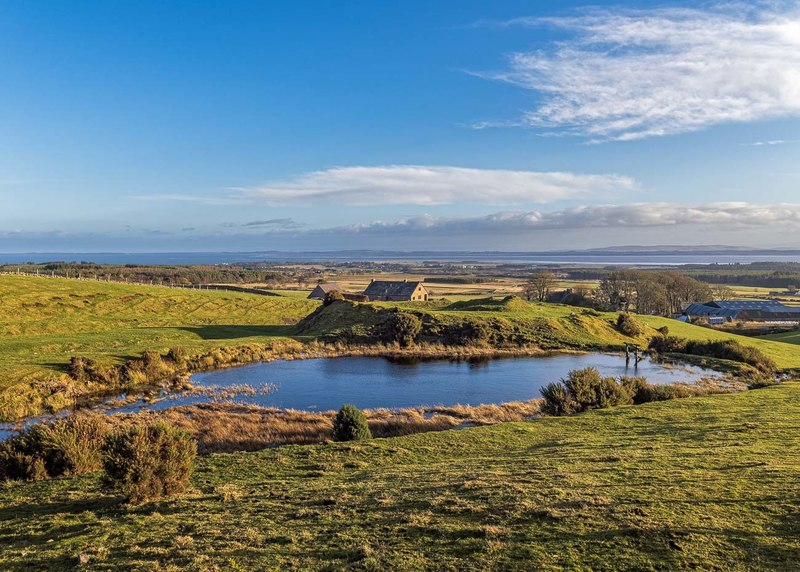
Ruínas do Castelo de Proncy, em 2020.

O Castelo de Proncy é um castelo em ruínas localizado perto de Dornoch, em Highland, na Escócia.

## História
Hugo de Moravia concedeu Proncy em 1211 a Gilberto de Moravia, o bispo de Caithness. Um castelo de mota foi construído no início do século XIII. Uma torre de pedra foi posteriormente construída no local. Detido por Elizabeth Sutherland, 10ª condessa de Sutherland e pelo seu marido Adam Gordon, foi concedido a William Sutherland de Duffus em 1524. Posteriormente, foi mantida pela família Gordon de Proncy.